# Entedon zairensis
Entedon zairensis är en stekelart som beskrevs av Jean-Yves Rasplus 1990. Entedon zairensis ingår i släktet Entedon och familjen finglanssteklar. Inga underarter finns listade i Catalogue of Life.